# النص المتلقى

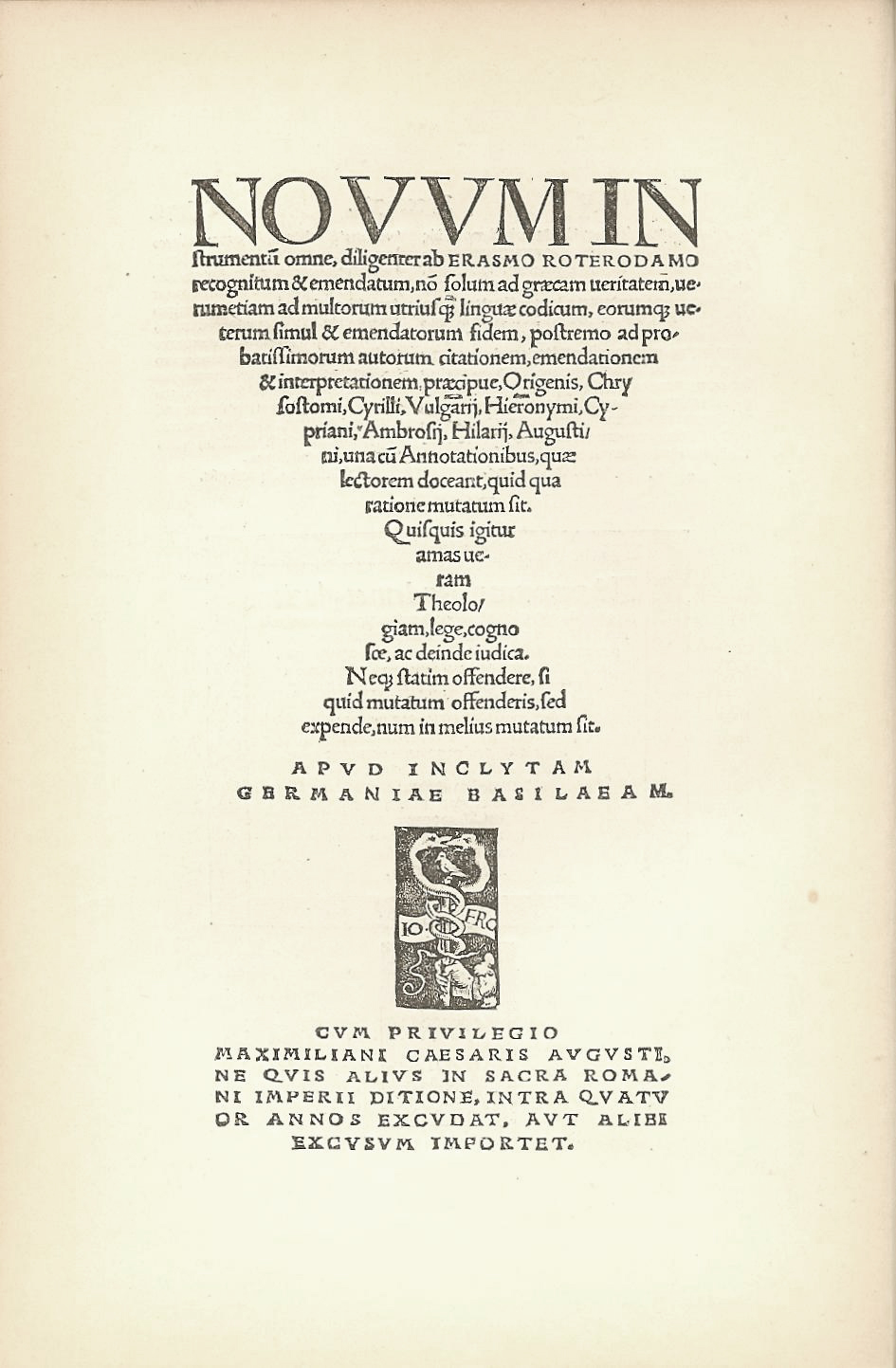
الصفحة الأولى لطبعة إراسموس

النص المتلقى (باللاتينية Textus Receptus) هو الاسم الذي أعطي لسلسلة نصوص للعهد الجديد طبعت باليونانية، وكانت مصدر ترجمة بيبل لوثر الألمانية للكتاب المقدس وترجمة ويليام تيندال الإنكليزية ونسخة الملك جيمس ومعظم ترجمات العهد الجديد في عصر الإصلاح في غرب ووسط أوروبا. بدأت السلسلة بأول نسخة يونانية للعهد الجديد طبعها العالم الكاثوليكي الهولندي دسيدريوس إراسموس في 1516 بالاعتماد على ست مخطوطات لم تحتو العهد الجديد بأكمله. وبالرغم من أن الطبعة اعتمدت على مخطوطات متأخرة من النوع البيزنطي إلا أنها اختلفت بوضوح عن الشكل التقليدي للنص.

## للإستزادة
- روبيرت أستين